# 小池仲郁
小池 仲郁（こいけ ちゅういく、享和3年10月15日（1803年11月28日） - 明治16年（1883年）7月26日）は、蘭方医学者。米沢藩藩医、庄内藩藩医。

## 略歴
- 1803年（享和3年）11月28日 - 米沢藩士・小池仲伯の二男として米沢鮎貝町（現・米沢市）に生まれる。
- 長崎で蘭方医学を学ぶ
- 蘭方医・湊長安の門弟となる。
- 米沢藩医
- 天保年間 - 鶴岡（現・鶴岡市）に移住する。
- 1862年（文久2年） - 藩主の子供の病気を治した功績により、庄内藩医（一代医師格五人扶持）となる。
- 1863年（文久3年） - 表医師奥詰格に昇格する。
- 1879年（明治12年） - 隠居する。
- 1883年（明治16年）7月26日 - 死去する。享年81

## 門弟
- 田沢清 - 外科医師、田澤稲舟の父。
- 佐久間順適
- 菅原文竜

## 関係者
- 小池藤治郎 - 薬屋。仲郁を慕い米沢から庄内に来た。小池の姓は仲郁から貰ったもの。子孫はエビスヤ薬局や「株式会社 小いけ」（呉服屋）などを経営している。

## 家族親族
- 父：小池仲伯 - 米沢藩士
- 長男：小池正敏 - 庄内藩医
- 孫：小池正直 - 陸軍軍医総監、貴族院議員、男爵
- 曾孫：小池貞子 - 北島多一（第2代日本医師会会長） 妻
- 曾孫：小池正晁 - 医学博士、陸軍軍医総監、貴族院議員、男爵
- 義曾孫：小池順子 - 瀬川昌耆（医学博士）次女、正晁の妻
- 曾孫：小池正彪  - 三井本社・常務理事
- 曾孫：小池正教 - 農学士
- 曾孫：小池泰子 - 井内勇（朝鮮銀行理事） 妻
- 曾孫：小池正朝 - 順天堂大学医学部教授、江東病院長